# Auburn (automobile)
Pour les articles homonymes, voir Auburn.
Auburn ou Auburn Automobile Company est un ancien constructeur automobile américain, en activité de 1900 à 1937, à Auburn, dans l'Indiana. La marque est achetée par Errett Cord en 1924, pour en faire, avec Cord Automobile, Duesenberg, et Lycoming Engines, un des groupes les plus mythiques de l'industrie automobile américaine de luxe des années 1930. 

## Histoire

### Charles Eckhart & fils
Charles Eckhart (1841-1915) fonde en 1874 la « Eckhart Carriage Company » industrie de voitures hippomobiles et de wagons à Auburn (Indiana), à 200 km au nord-ouest de Détroit (Michigan) (berceau historique de l’industrie automobile américaine) et 230 km au nord-est d'Indianapolis (berceau historique de Duesenberg et des 500 miles d'Indianapolis). Ses deux fils Frank et Morris Eckhardt fondent la « Auburn Automobile Company » en 1900 et commencent à fabriquer des runabouts monocylindres vers 1903. La première « Auburn model A » à moteur monocylindre apparrait en 1904. 
Ils développent leur industrie en 1909 en rachetant deux concurrents locaux. Leur essor s'estompe au début de la Première Guerre mondiale qui met fin à leur activité à cause de pénuries de matériaux. Les frères revendent leur industrie après guerre en 1919, à un groupe d'investisseurs de Ralph Austin Bard (en) de Chicago. 

Quelques modèles
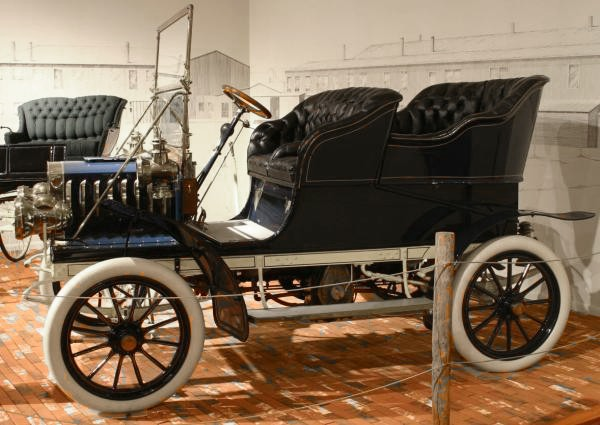
Auburn model A (1904)
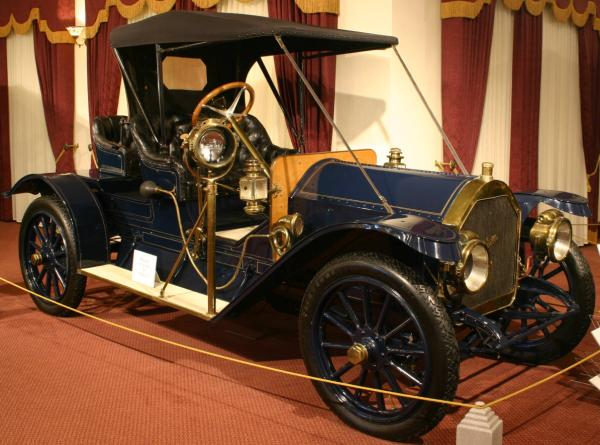
Auburn runabout (1910)
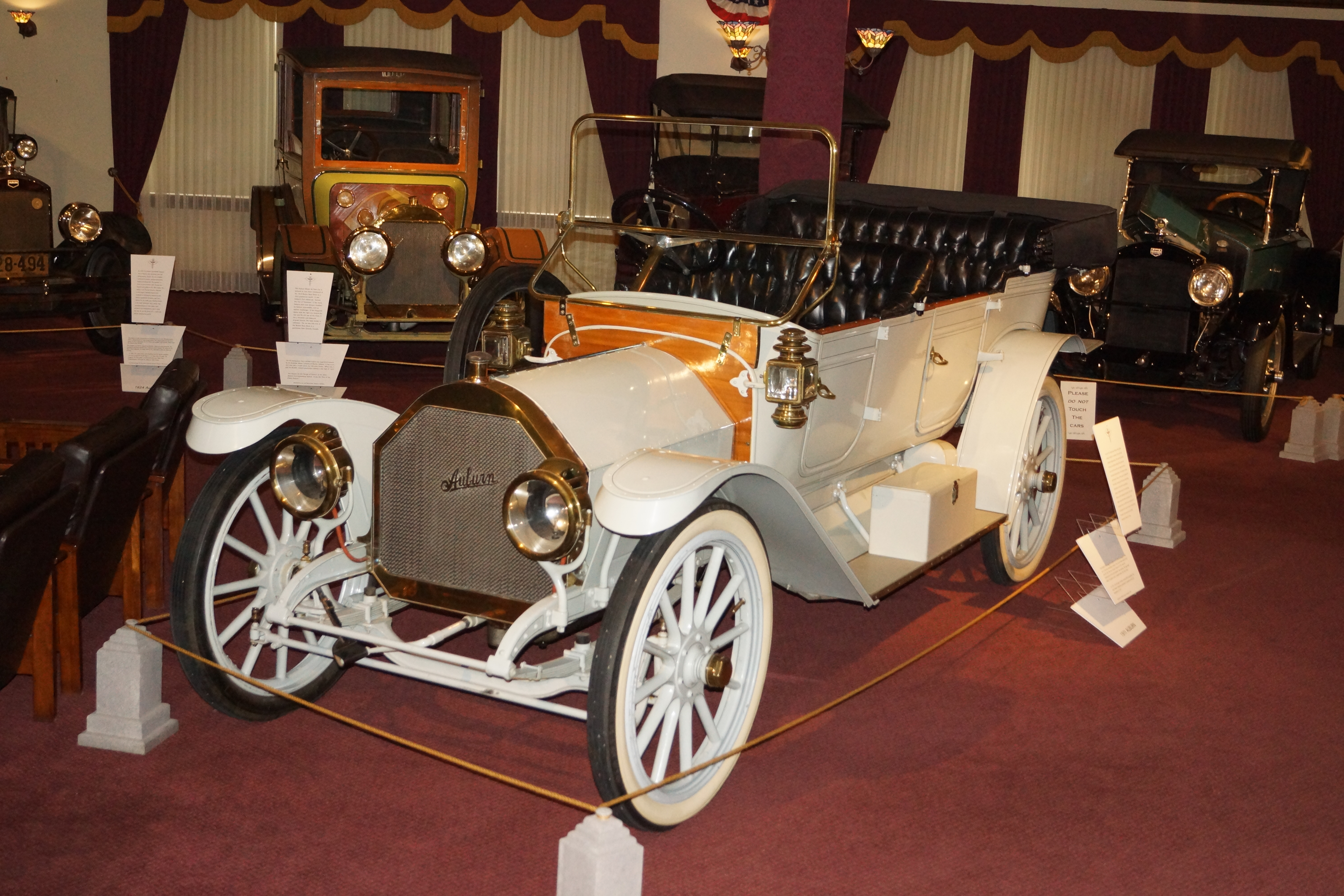
Auburn model N (1911)
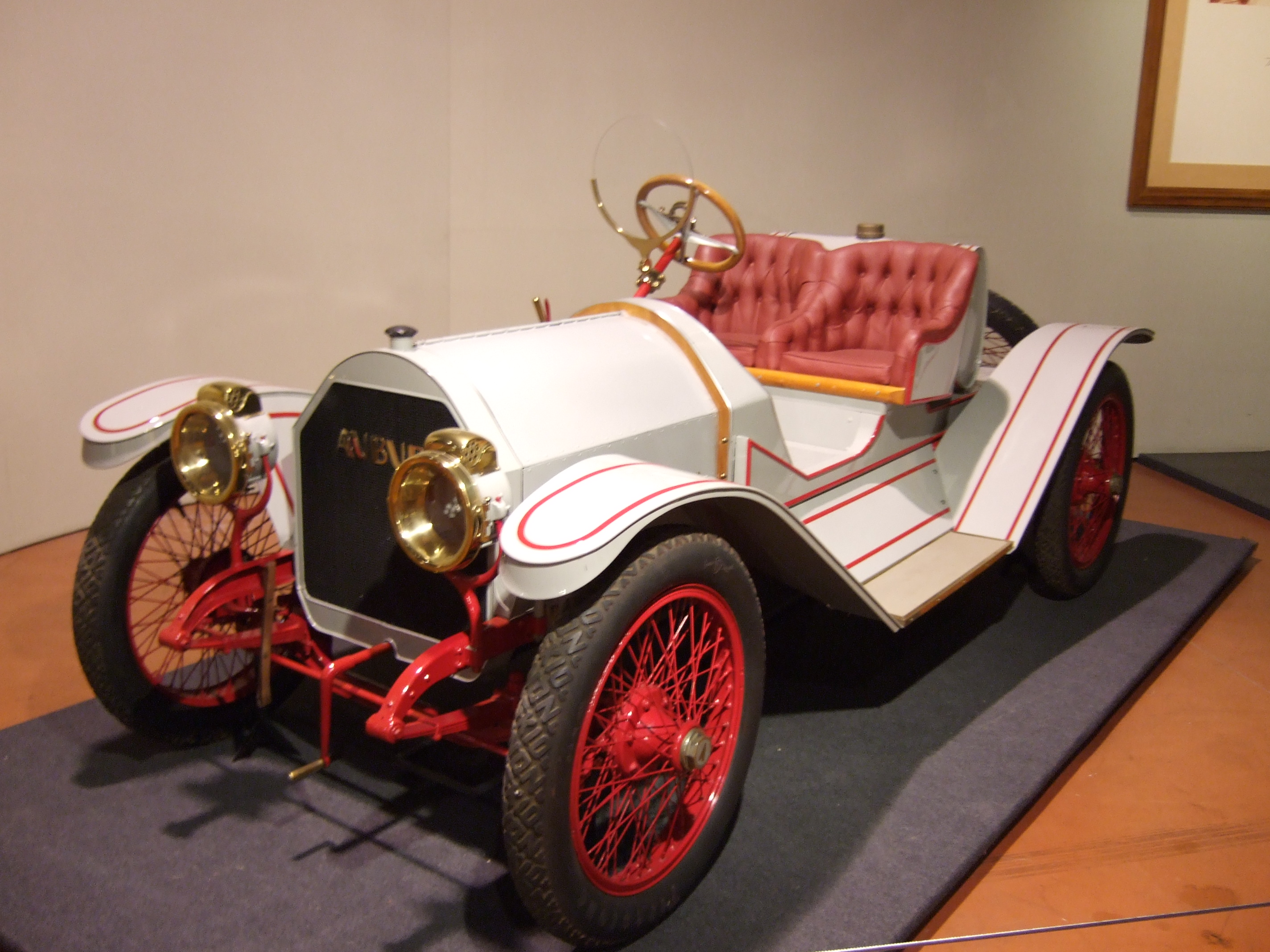
Auburn Model 30-L Roadster (1912)
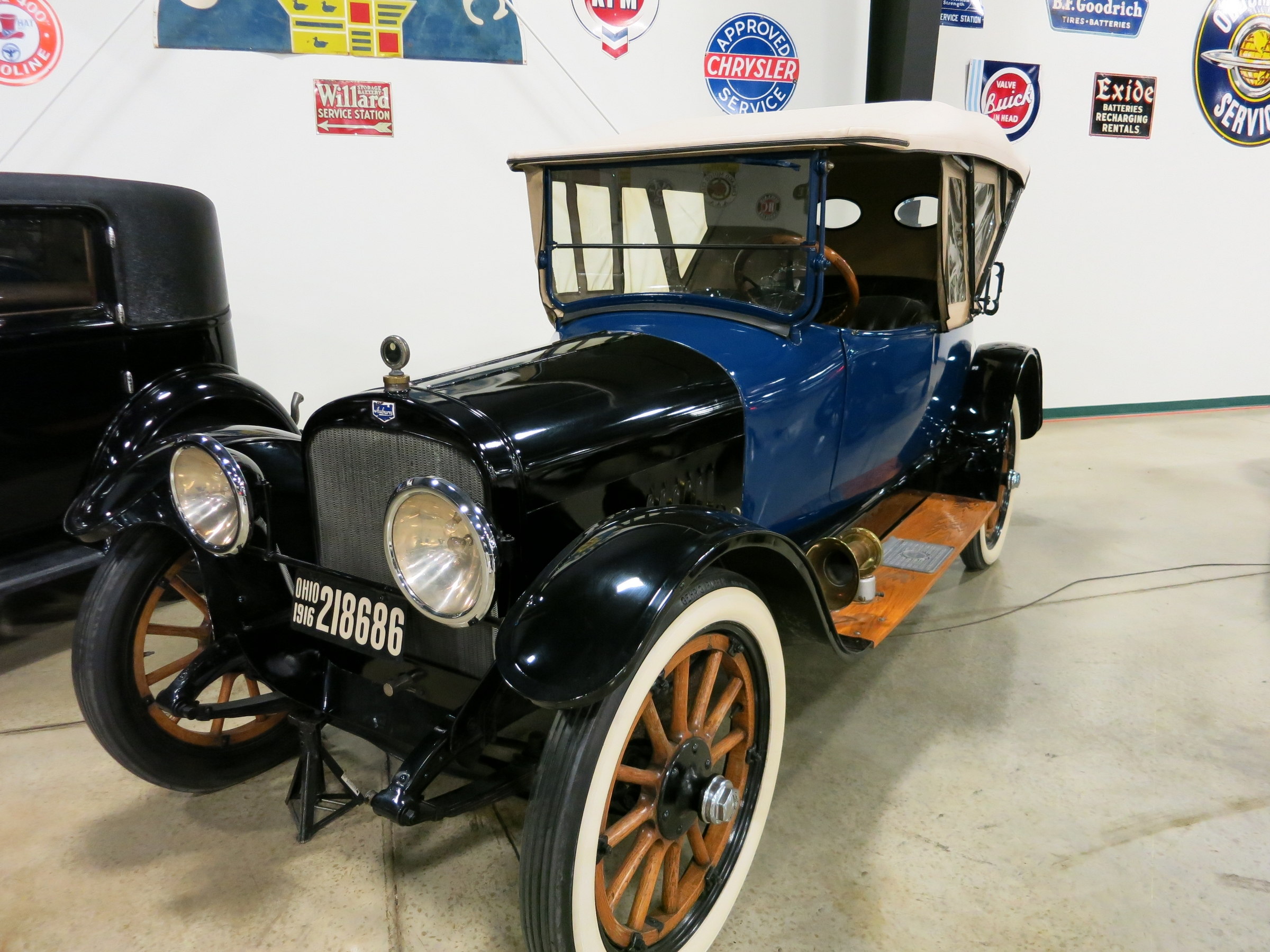
Auburn Chummy (1916)

### Errett Cord
L'homme d'affaires industriel Errett Cord rachète la marque alors qu'elle n'est pas rentable en 1924 par effet levier, afin de rassembler Cord Automobile,Duesenberg, et Lycoming Engines, pour en faire un des groupes les plus mythiques de voitures américaines de luxe de l'histoire de l'automobile, en particulier avec le modèle Auburn Speedster.

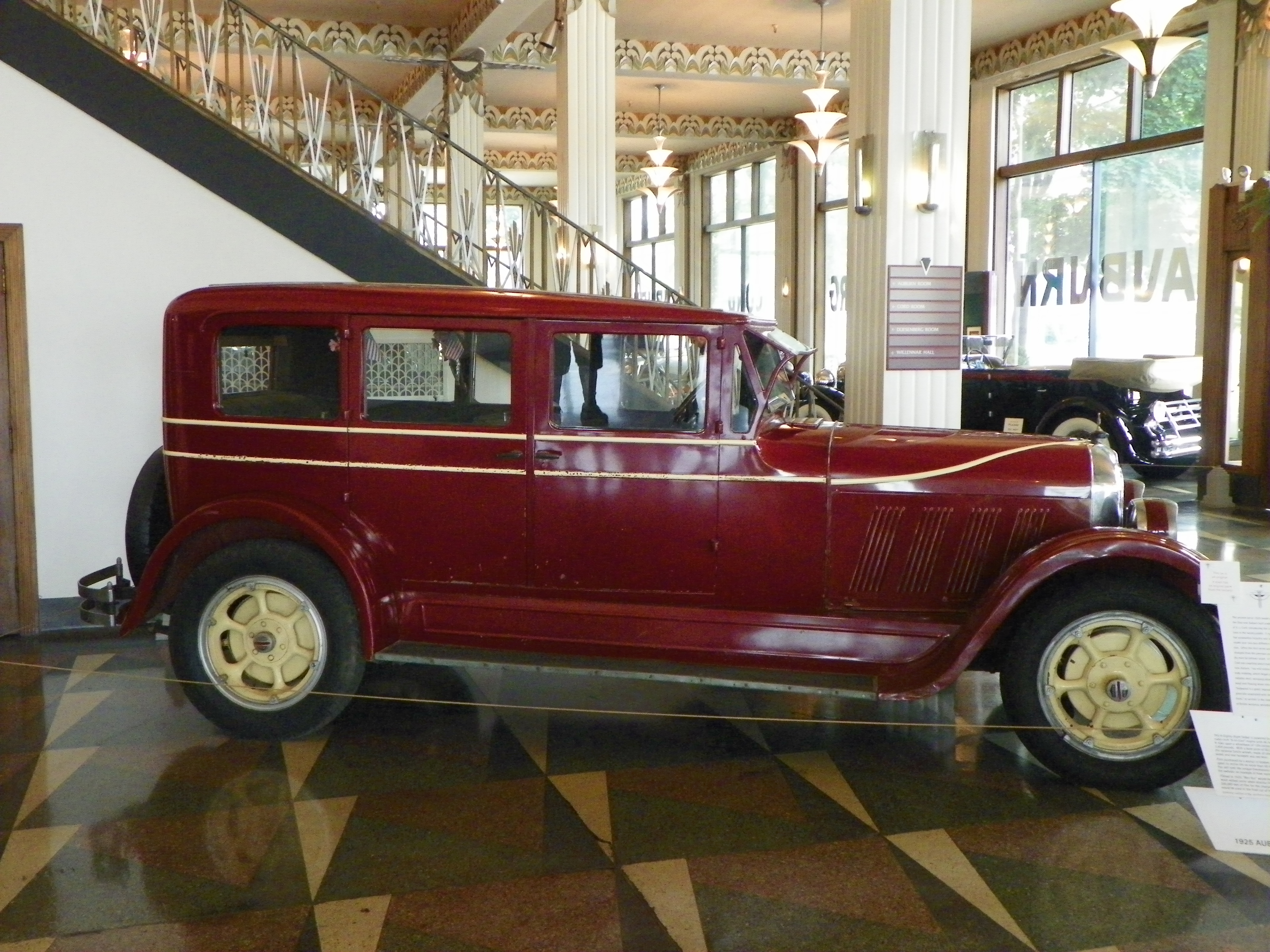
Auburn 8-Eighty-Eight (1925)
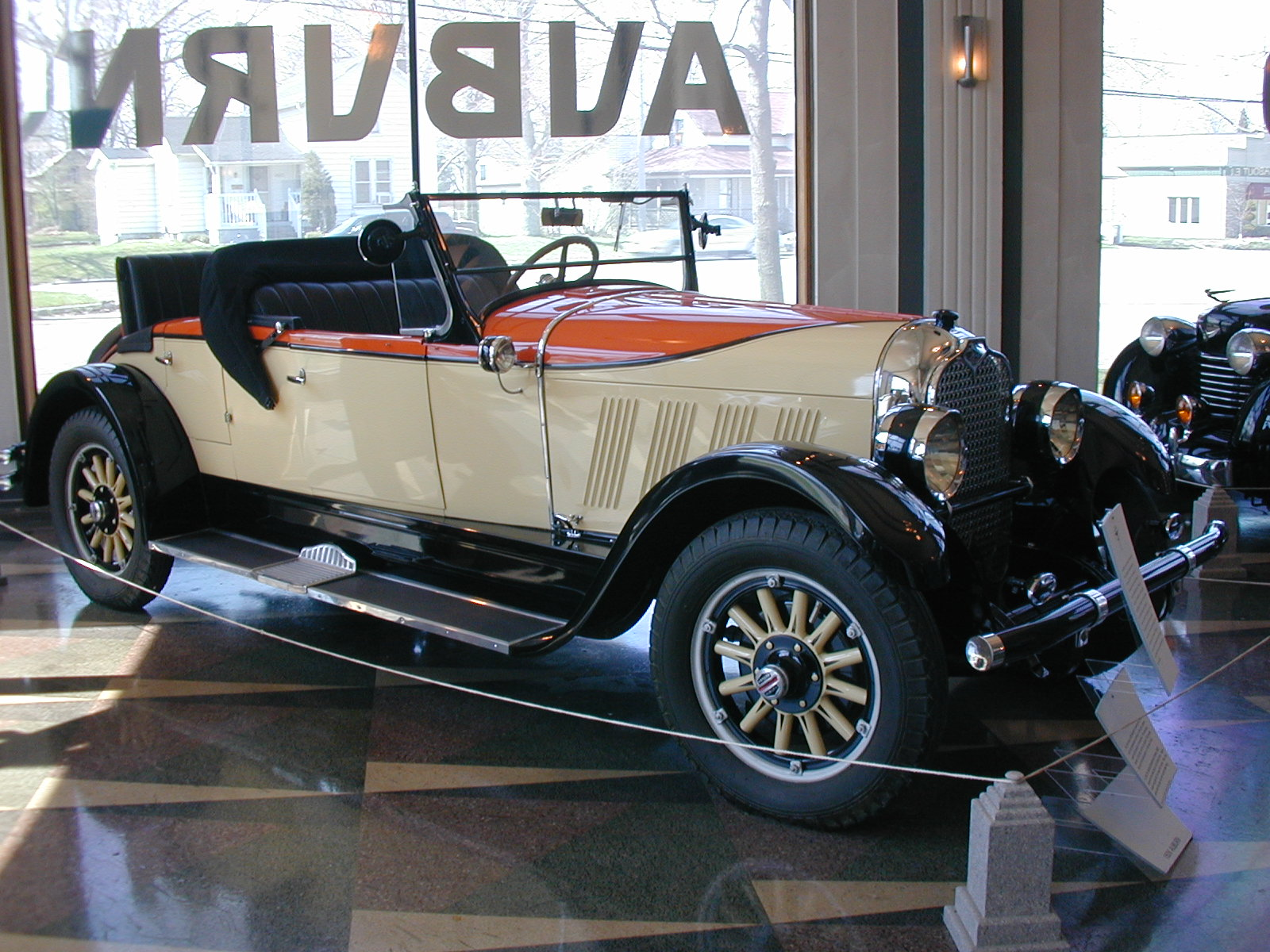
Auburn roadster (1927)
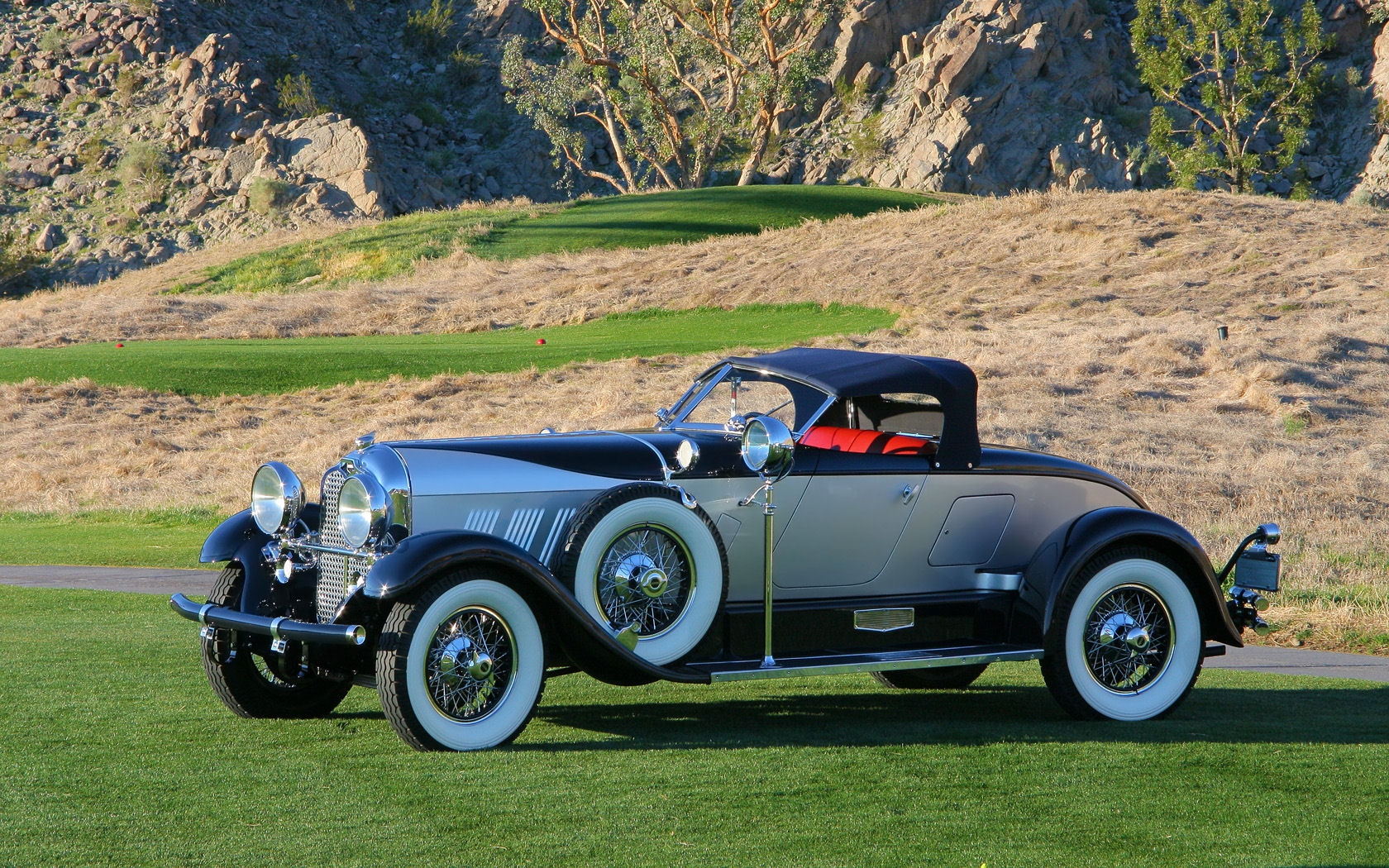
Auburn 8-120 Boattail Speedster (1929)
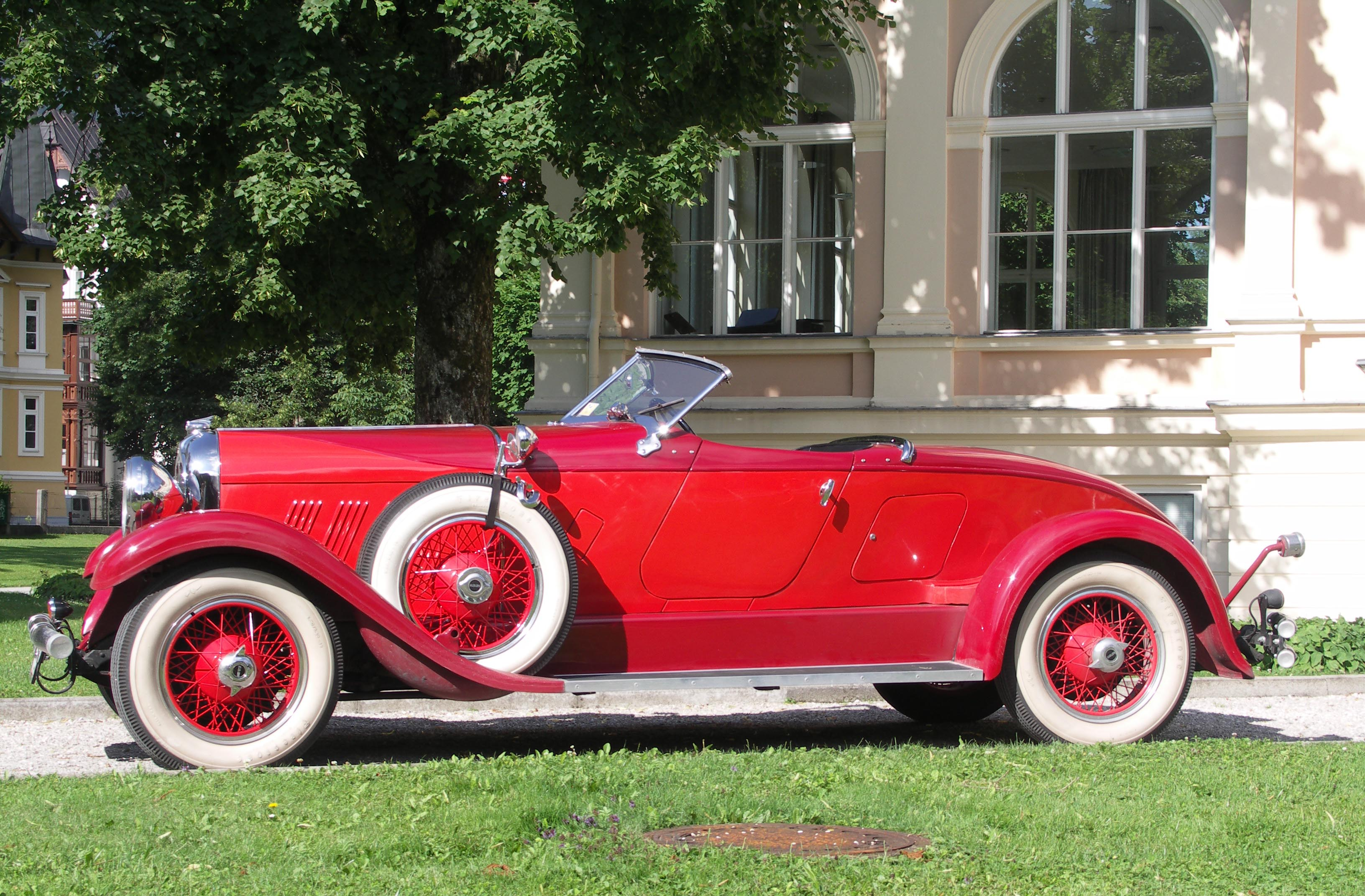
Auburn 8-90 Speedster (1929)
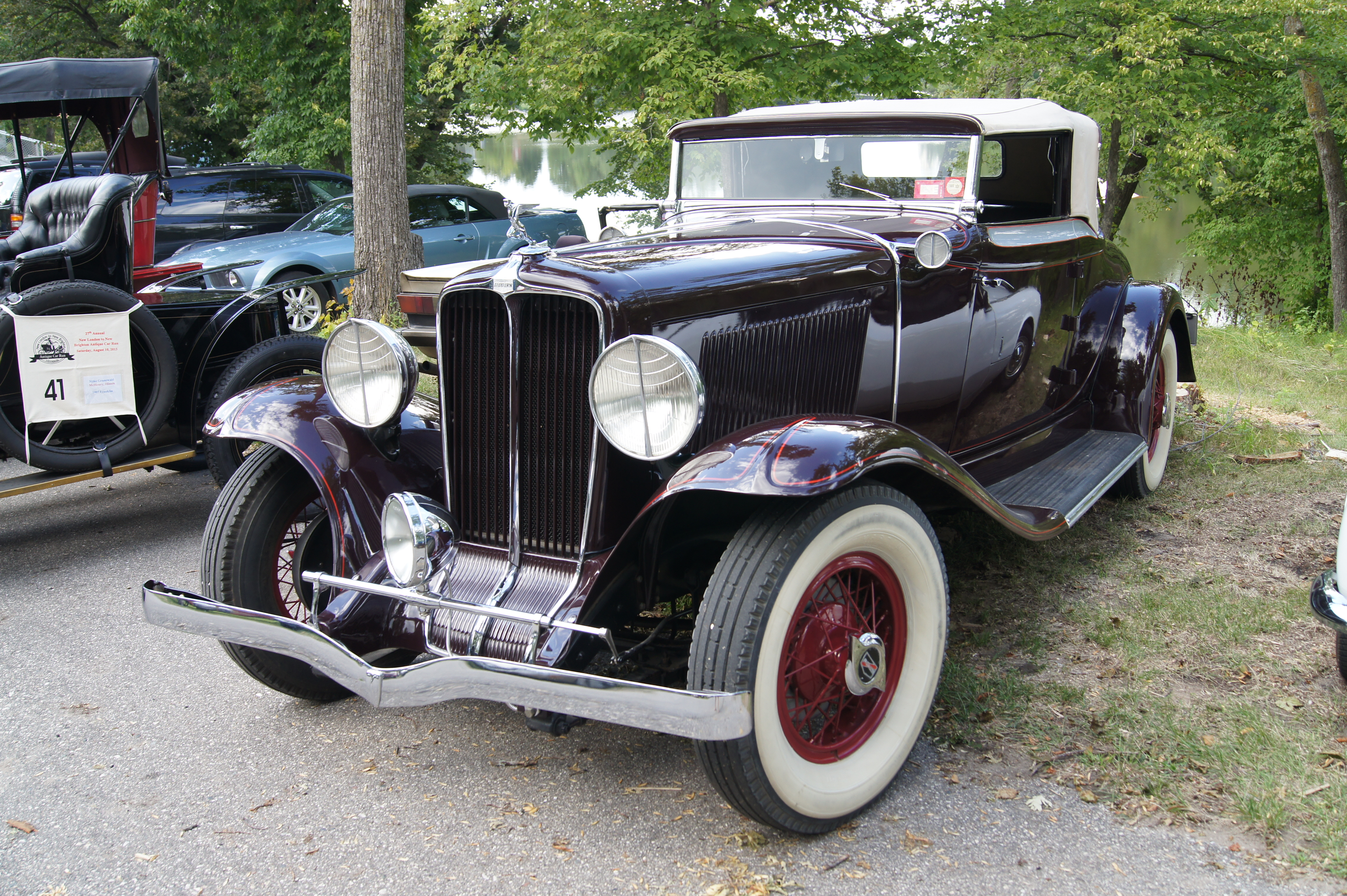
Auburn (1931)
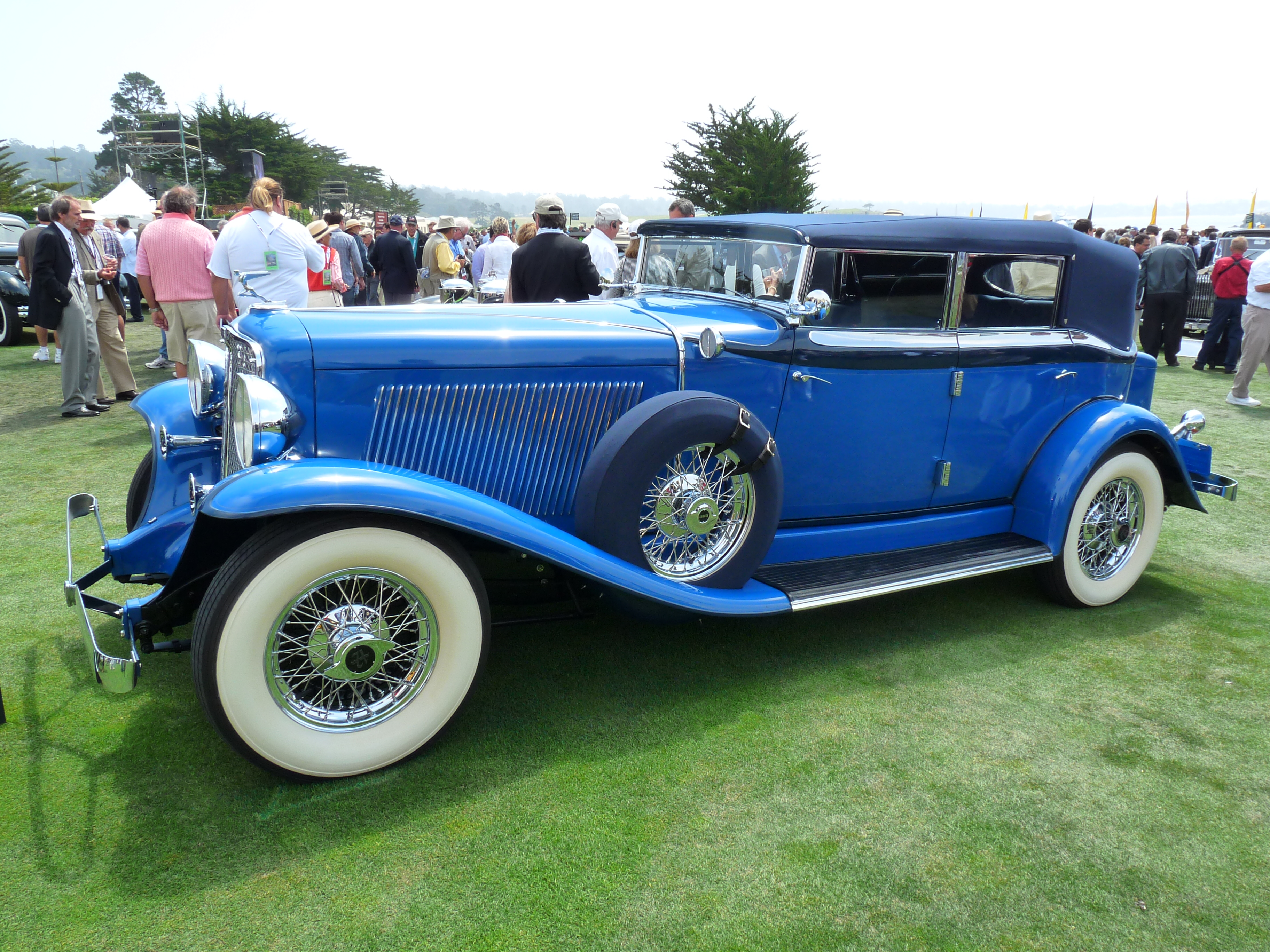
Auburn V12 Phaeton cabriolet (1932)
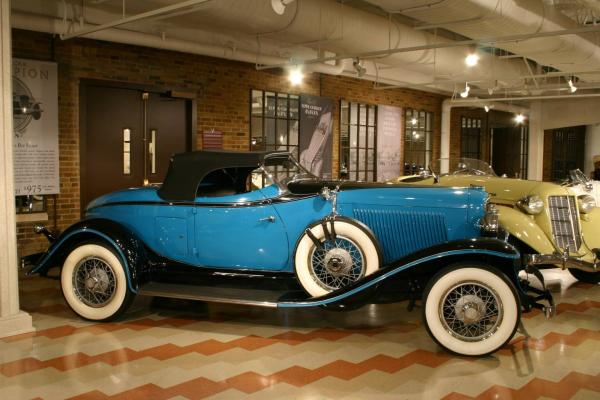
Auburn 851 Speedster (1933)
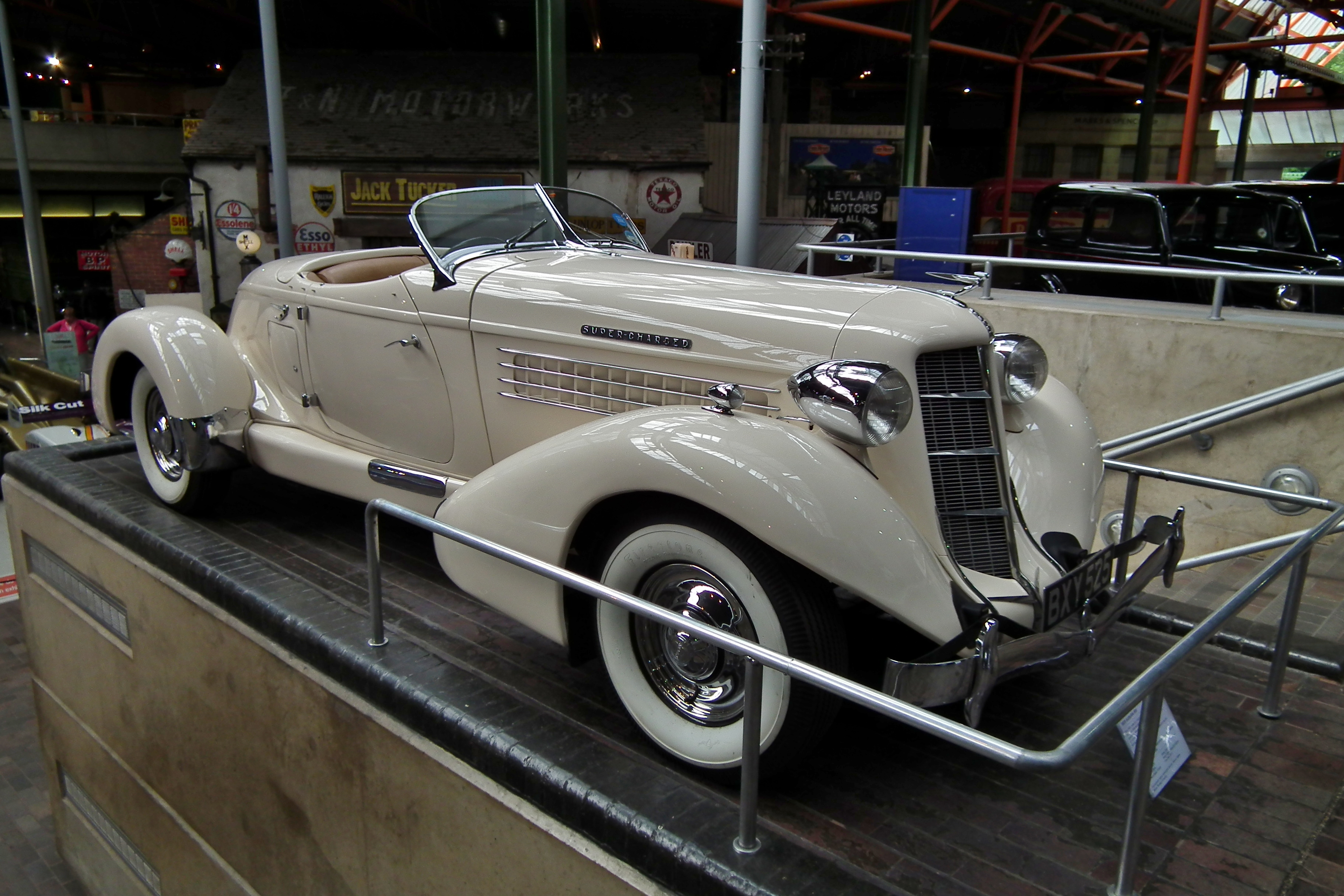
Auburn Speedster 852 (1935)
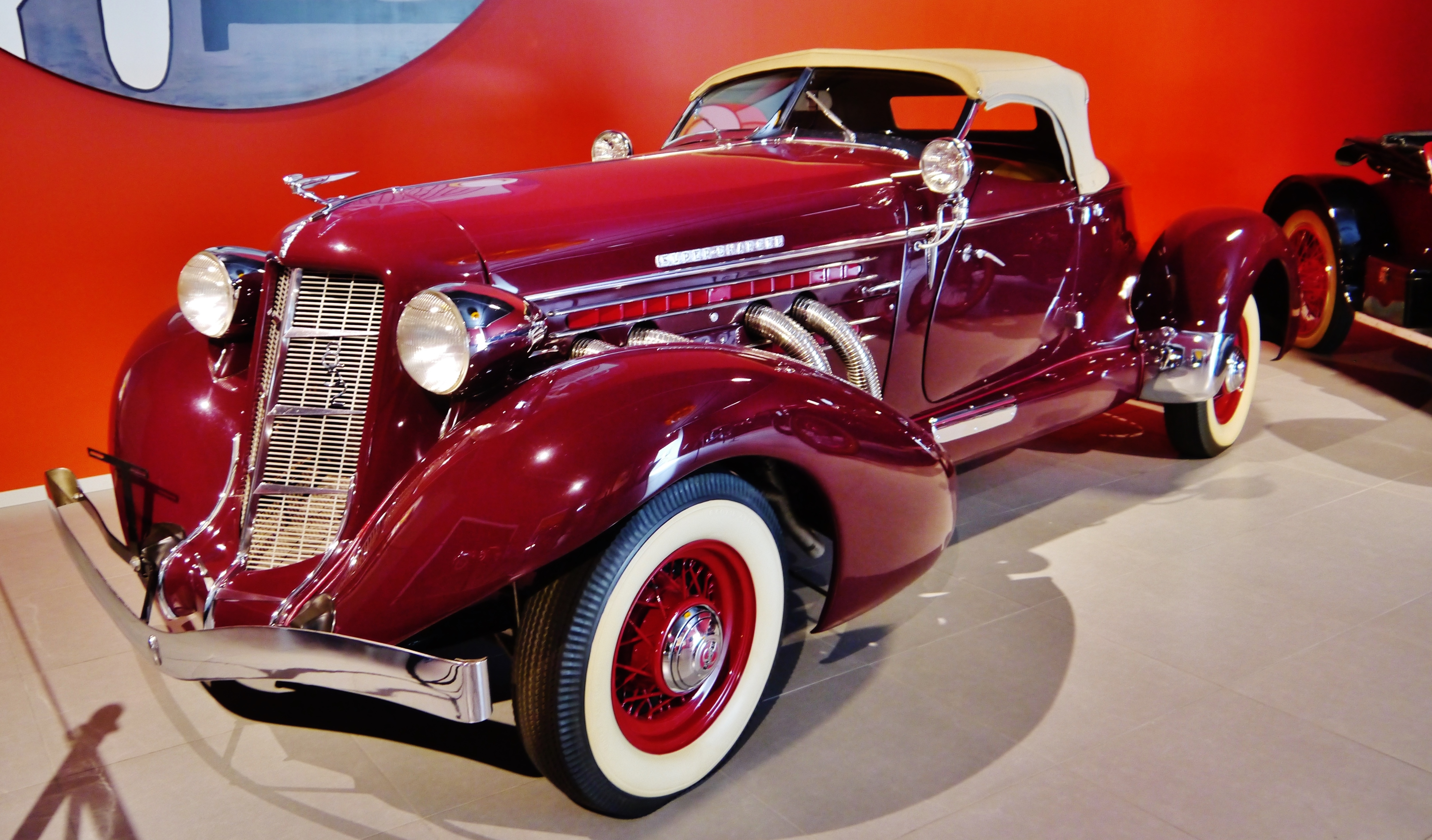
Auburn 852 Speedster (1936)
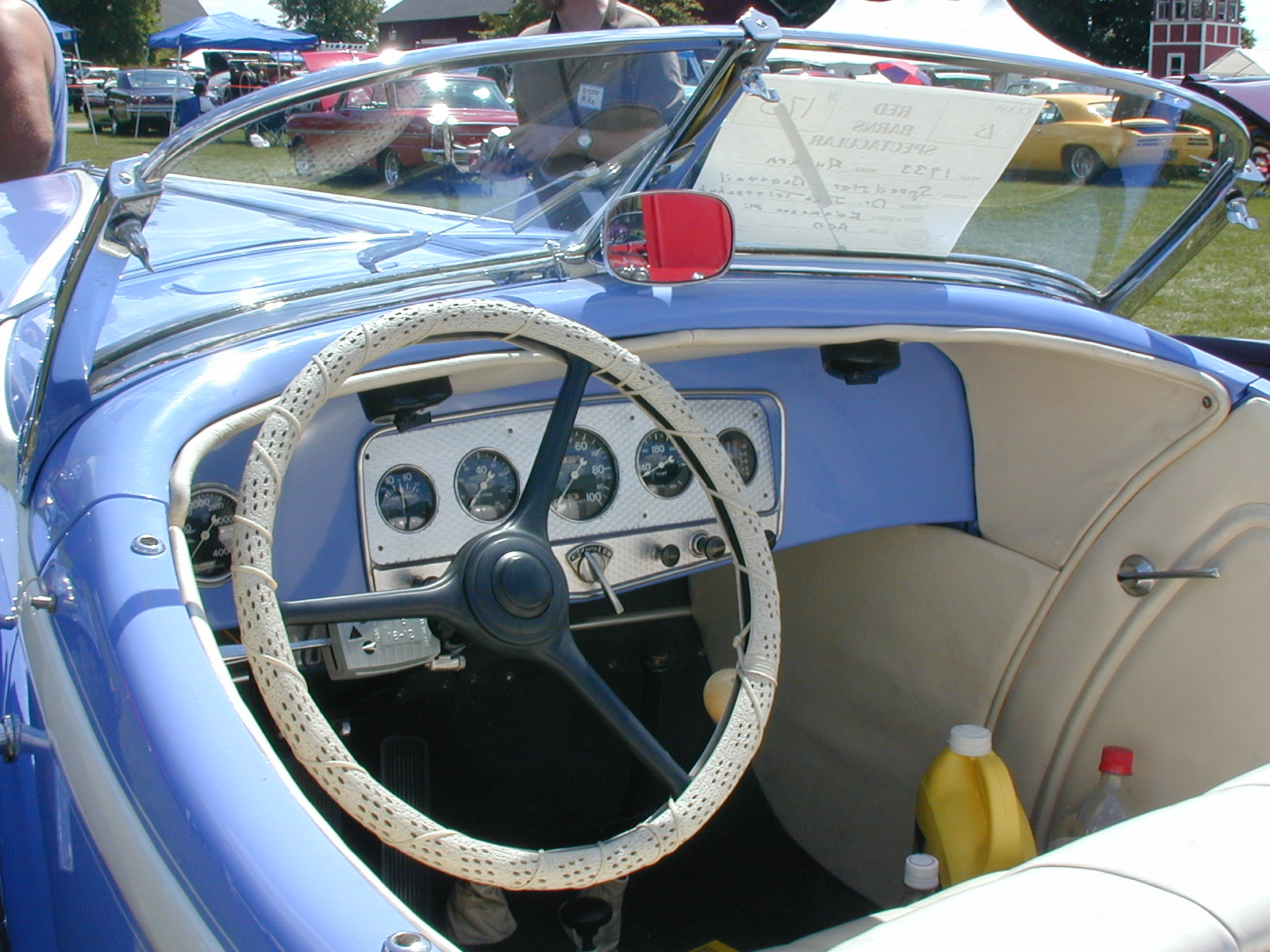
Tableau de bord de Boattail Roadster

À la suite des difficultés financières dues à la Grande Dépression, Errett Cord met fin à son activité industrielle en 1937. Le siège historique Art déco de 1930 du site industriel d'Auburn est transformé en 1974 en musée automobile Auburn Cord Duesenberg (dédié en particulier aux anciens constructeurs automobiles américains Auburn, Cord Automobile, et Duesenberg d'Errett Cord). Le bâtiment du musée est classé National Historic Landmark et Registre national des lieux historiques en 2005. Une réunion annuelle du club Auburn-Cord-Duesenberg rassemble régulièrement environ 300 modèles de voiture de collection de la marque sur les lieux. Quelques répliques d'Auburn Speedster V8 mythiques les plus rares sont fabriquées ultérieurement sur châssis-moteur Ford, sous le nom « Auburn-Ford V8 Speedster ».

Quelques répliques Auburn-Ford V8 Speedster
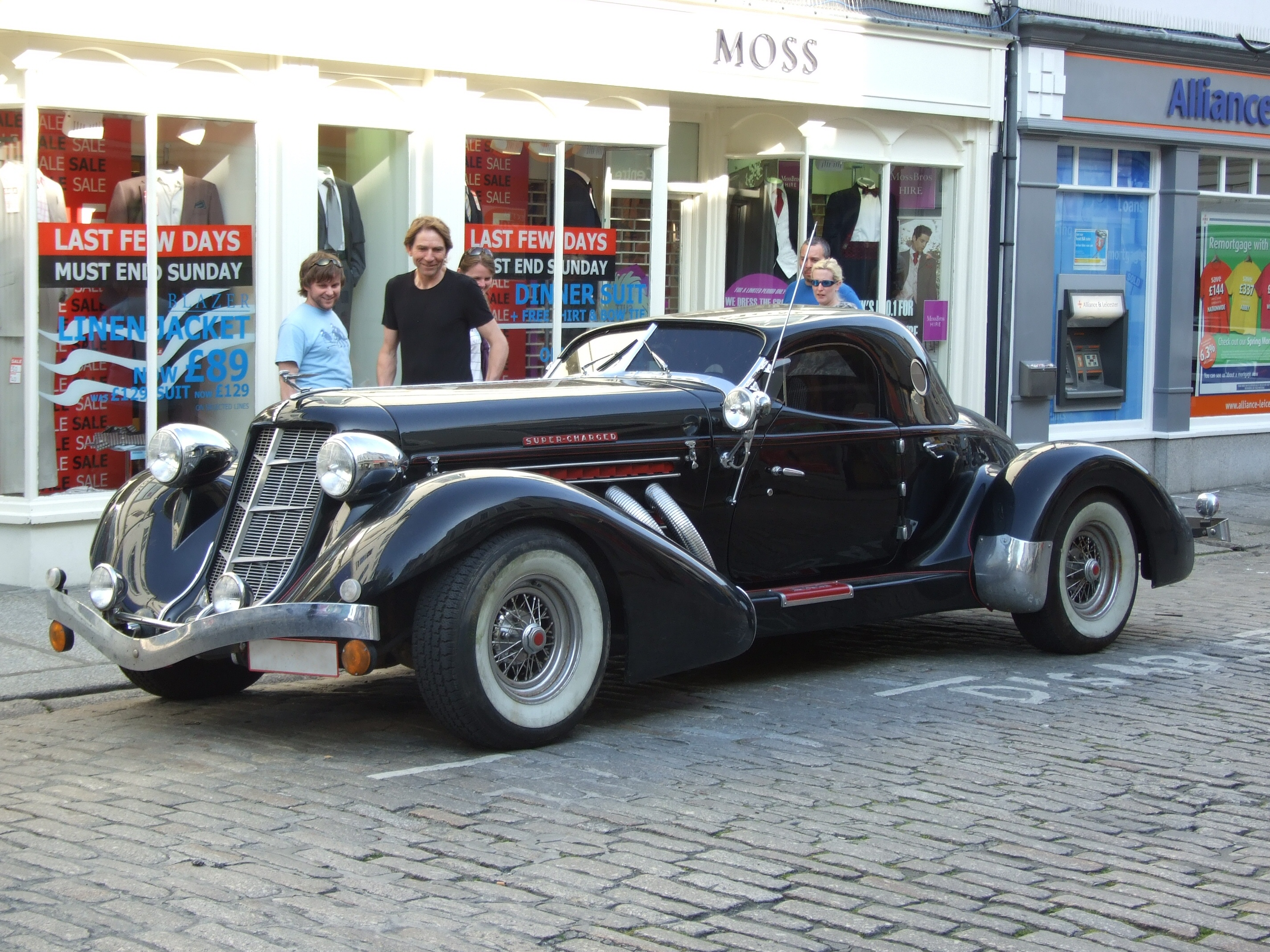
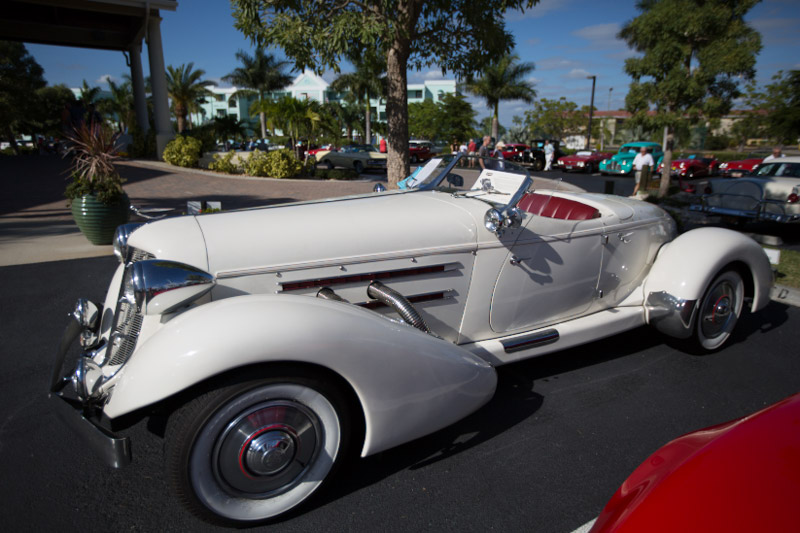
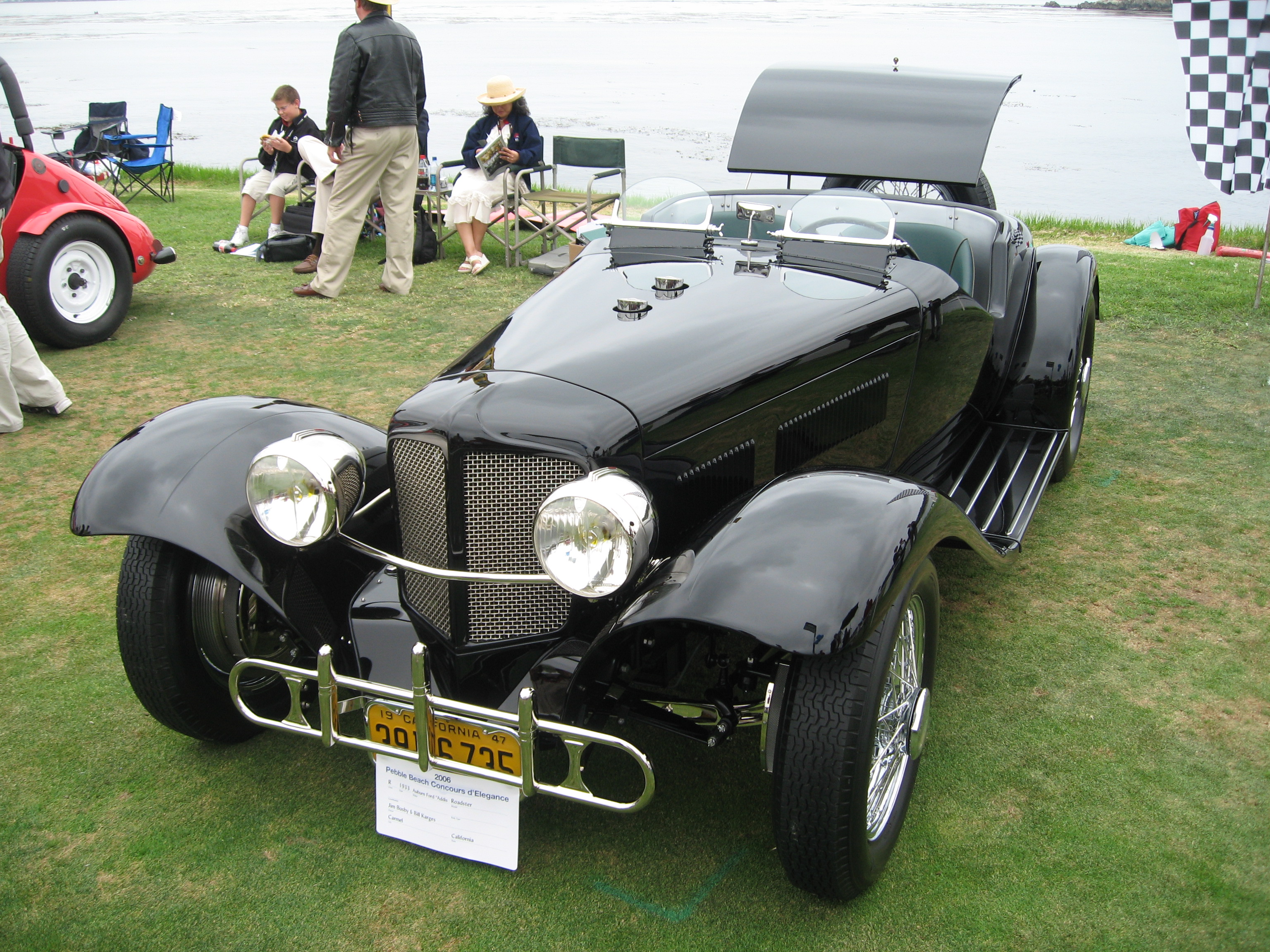
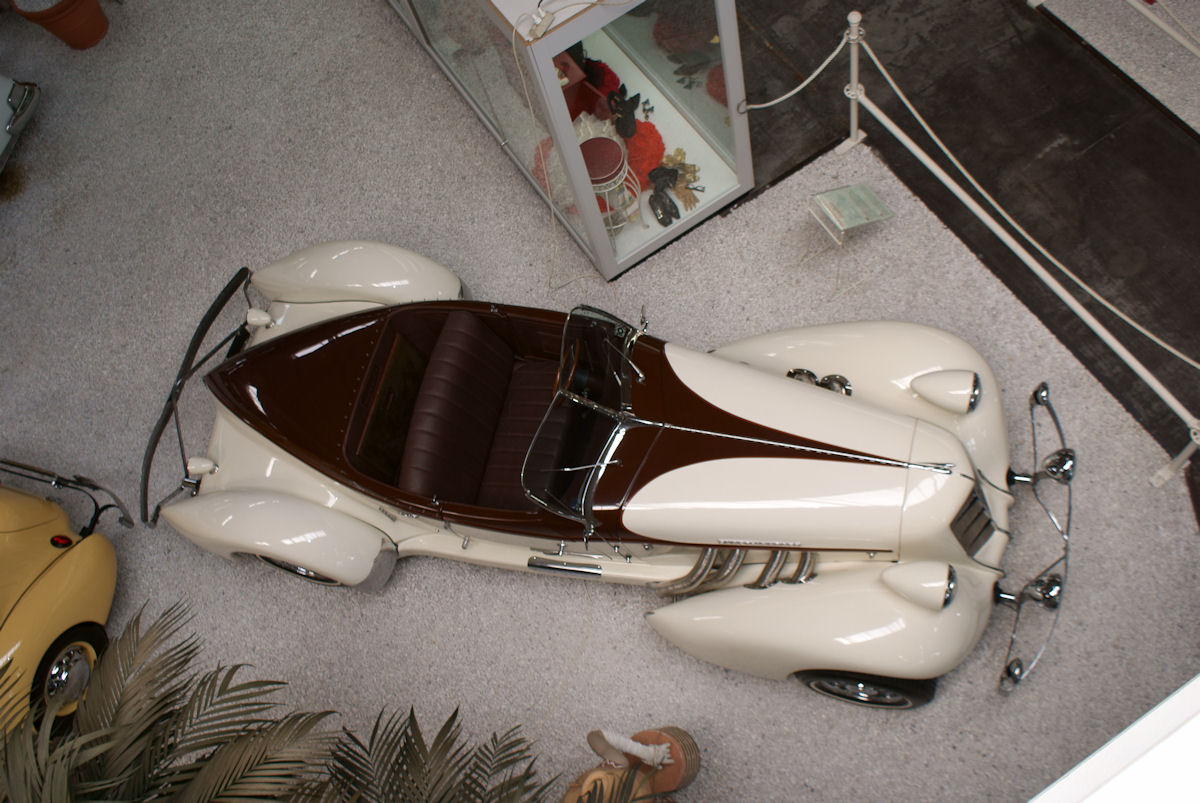
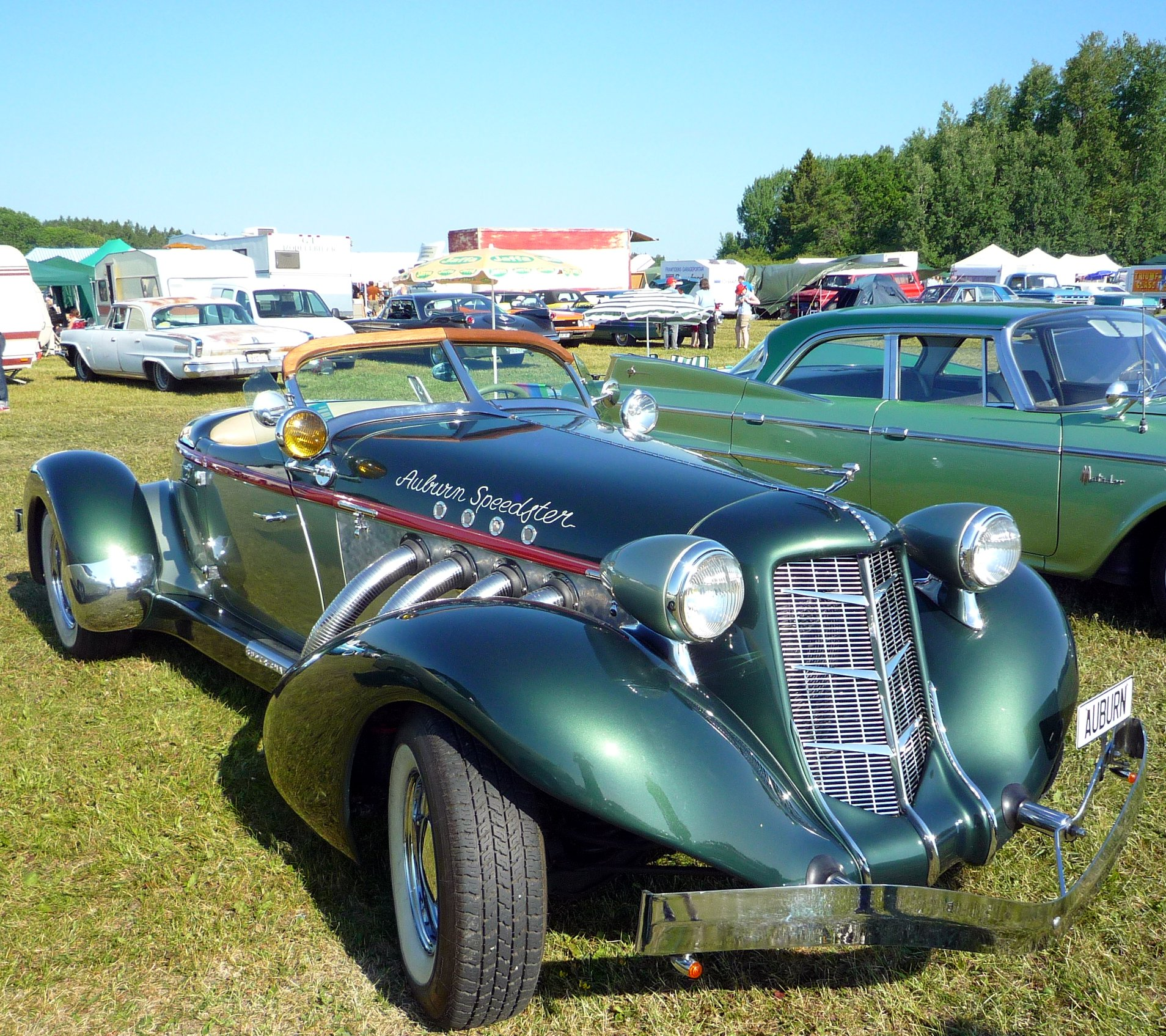

## Au cinéma

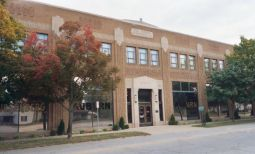
Auburn Cord Duesenberg Automobile Museum d'Auburn (Indiana) sur le site industriel historique d'origine.

- 2013 : Gatsby le Magnifique, de Baz Luhrmann, avec Leonardo DiCaprio (Auburn Speedster noire).

Indiana Jones et le temple maudit, 851 speedster blanche, Harrisson Ford

## Musée
- Auburn Cord Duesenberg Automobile Museum d'Auburn (Indiana) (sur le site industriel historique d'origine).